# San Diego Wave FC
O San Diego Wave FC  é um clube de futebol feminino dos Estados Unidos, sediado na cidade de San Diego, Califórnia.                                                                                                               Os seus jogos em casa são disputados no estádio Snapdragon Stadium, com capacidade para 32 000 pessoas.                                                                   O clube foi fundado em 2021.                                                                                                                      